# Линівська волость
Линівська волость — історична адміністративно-територіальна одиниця Пружанського повіту Гродненської губернії Російської імперії (волость). Волосний центр — містечко Линове.
Станом на 1885 рік складалася з 7 поселень, 5 сільських громад. Населення — 2741 особа, 203 дворові господарства, 6919 десятин землі (3059 — орної).

## У складі Польщі
Після анексії Полісся Польщею волость отримала назву ґміна Ліново Пружанського повіту Поліського воєводства Польської республіки (гміна). Адміністративним центром було містечко Линове.
Розпорядженням Міністра Внутрішніх Справ 5 січня 1926 р. передано населені пункти: 
- з ліквідованої ґміни Шенє: села Чахець, Яці й Шакуни, фільварок Клітно та лісничівки Кривуля і Трусовиця;
- з ліквідованої ґміни Байкі: села Араби і Воротне та колонії Скрибівщина і Жарнівське;
- з ліквідованої ґміни Мікітиче: село Вільшани і фільварок Скопівка;
- із ґміни Городечна: колонія Бруковиця;
- до ґміни Пружана: села Полонна, Слонімці і Семеньча та фільварок Семеньча.

1 квітня 1932 р. розпорядженням Міністра внутрішніх справ Польщіліквідовано ґміну Ліново і приєднано населені пункти до:
- ґміни Малеч: села Араби, Скрибівщина і Воротне, хутір Жарнівське та лісничівки Скопівка і Воротнянка;
- ґміни Пружана — містечко: Линове, села: Городняни, Яці, Линове, Оранчиці, Линовечки, Вільшани, Чахець, Щакуни і Засими, хутори: Линове, Малинівка, Вільшаниця, Видерка, Дубрівка, Станіславове, Чахець, Хомне, Козячий Брід і Млинок, колонії: Бруковиця, Глинки, Копальня, Хвоїнки, Яцківщина, Трусовиця, Крукове, Казимирове-Трусовець, Казимирове і Воля Казимирівська, лісничівки Забуда і Кривуля, маєтки: Линове, Ізабелин, Оранжиці, Оранжиці Нові, Чахець, Линівка I, Линівка II, Микитичі, військове селище: Клітне, цивільне селище: Клітне, залізнична станція; Оранжиці, фільварок православної парафії Оранжиці і військові казарми;
- ґміни Шерешув: колонія Бекешівка й урочища Бірки і Гай.